# 平山英雄
平山 英雄（ひらやま ひでお、1949年1月1日 - 2021年5月14日）は、北海道釧路市出身のプロ野球選手（投手）である。

## 来歴・人物
釧路江南高校では、エースとして活躍。1965年には釧根支部予選を制し、秋季北海道大会に進むが、1回戦で室蘭工に敗退。翌1966年には夏の甲子園に出場。1回戦で小倉工と対戦、投の二本柱である横山晴久、斎藤英雄と投げ合うが、延長12回の末に1-3で敗退。
同年の第1次ドラフト会議で阪神タイガースに2位で指名され入団。入団を担当したのは、佐川直行スカウト。慶応大学野球部からの声もあったが、プロ入りを決断した。
入団当初は、ドラフト1位指名の江夏豊よりも評価が高かった。1年目の1967年4月13日に大洋戦で一軍初登板、25日にはサンケイ戦で初先発を果たす。この一軍初登板、初先発とも江夏よりも先であった。その後は伸び悩み、一軍からは遠ざかり、江夏と大きく差をつけられることになる。しかし1970年10月24日には大洋を相手に先発、7回1/3を無失点で好投しプロ初勝利を記録する。ただ同年の一軍登板はこの試合のみであった。
プロ6年目の1972年には、7月2日の中日との対戦で同季初先発、勝利投手となる。この勝ち星で波に乗り、同年7月18日から20日に行われた広島3連戦では、同一カード3連続勝利投手を記録した。同年9月21日の巨人戦では7試合連続で本塁打を打っていた王貞治の記録を止めた。同年は34試合に登板し、自己最多の7勝を挙げている。
しかし、翌1973年から再び一軍から遠ざかり、1974年オフに鈴木皖武・小川精一・上辻修・森山正義と共に、池辺巌・井上圭一との交換トレードでロッテオリオンズへ移籍。オリオンズでは公式戦登板の機会が無く、翌年限りで引退した。引退後は、神戸で損害保険会社に勤めた。
2021年5月14日、胃がんのため死去。72歳没。
スライダー、カーブ、シュートを得意球とした。
映画監督の相米慎二は、高校の1年先輩に当たる。

## 詳細情報

### 年度別投手成績
| 年 度     | 球 団     | 登 板 | 先 発 | 完 投 | 完 封 | 無 四 球 | 勝 利 | 敗 戦 | セ 丨 ブ | ホ 丨 ル ド | 勝 率 | 打 者 | 投 球 回 | 被 安 打 | 被 本 塁 打 | 与 四 球 | 敬 遠 | 与 死 球 | 奪 三 振 | 暴 投 | ボ 丨 ク | 失 点 | 自 責 点 | 防 御 率 | W H I P |
| --------- | --------- | ----- | ----- | ----- | ----- | -------- | ----- | ----- | -------- | ----------- | ----- | ----- | -------- | -------- | ----------- | -------- | ----- | -------- | -------- | ----- | -------- | ----- | -------- | -------- | ------- |
| 1967      | 阪神      | 7     | 2     | 0     | 0     | 0        | 0     | 1     | --       | --          | .000  | 43    | 10.1     | 10       | 1           | 6        | 0     | 0        | 2        | 0     | 0        | 6     | 6        | 5.40     | 1.55    |
| 1970      | 阪神      | 1     | 1     | 0     | 0     | 0        | 1     | 0     | --       | --          | 1.000 | 29    | 7.1      | 5        | 0           | 3        | 0     | 0        | 5        | 1     | 0        | 1     | 0        | 0.00     | 1.09    |
| 1971      | 阪神      | 3     | 0     | 0     | 0     | 0        | 0     | 0     | --       | --          | ----  | 37    | 8.2      | 14       | 2           | 2        | 0     | 0        | 2        | 0     | 0        | 5     | 5        | 5.00     | 1.85    |
| 1972      | 阪神      | 34    | 5     | 0     | 0     | 0        | 7     | 4     | --       | --          | .636  | 344   | 85.0     | 77       | 7           | 31       | 6     | 0        | 36       | 0     | 0        | 32    | 29       | 3.07     | 1.27    |
| 1973      | 阪神      | 7     | 0     | 0     | 0     | 0        | 0     | 0     | --       | --          | ----  | 40    | 7.0      | 12       | 2           | 8        | 1     | 0        | 5        | 0     | 0        | 11    | 9        | 11.57    | 2.86    |
| 1974      | 阪神      | 1     | 0     | 0     | 0     | 0        | 0     | 0     | 0        | --          | ----  | 3     | 1.0      | 0        | 0           | 0        | 0     | 0        | 0        | 0     | 0        | 0     | 0        | 0.00     | 0.00    |
| 通算：6年 | 通算：6年 | 53    | 8     | 0     | 0     | 0        | 8     | 5     | 0        | --          | .615  | 496   | 119.1    | 118      | 12          | 50       | 7     | 0        | 50       | 1     | 0        | 55    | 49       | 3.71     | 1.41    |

### 記録
- 初登板：1967年4月13日、対大洋ホエールズ2回戦（川崎球場）、8回裏から5番手で救援登板・完了、1回無失点
- 初先発登板：1967年4月25日、対サンケイアトムズ3回戦（明治神宮野球場）、3回無失点で勝敗つかず
- 初勝利・初先発勝利：1970年10月24日、対大洋ホエールズ26回戦（川崎球場）、7回1/3を1失点（自責点0）

### 背番号
- 73 （1967年入団当初）
- 31 （1967年）
- 16 （1968年 - 1969年）
- 30 （1970年 - 1974年）
- 37 （1975年）